# Disciphania killipii
Disciphania killipii är en tvåhjärtbladig växtart som beskrevs av Friedrich Ludwig Diels. Disciphania killipii ingår i släktet Disciphania och familjen Menispermaceae. Inga underarter finns listade i Catalogue of Life.